# Otto Scheibner
Fritz Otto Scheibner (* 7. September 1877 in Borna; † 18. Dezember 1961 in Leipzig) war ein deutscher Reformpädagoge.

## Leben
Otto Scheibner wurde als Sohn des beim Leipziger Tageblatt beschäftigten Redakteurs Friedrich Gumal Scheibner geboren. Nach seiner Ausbildung am Lehrerseminar legte Scheibner 1898 die erste Prüfung für das Lehramt an Volksschulen ab. Von 1901 bis 1923 war er als Lehrer an der höheren Mädchenschule mit Lehrerinnenseminar Leipzig bei dem führenden Reformpädagogen Hugo Gaudig tätig. In diesem Zeitraum klärte und systematisierte Scheibner als enger Mitarbeiter Gaudigs dessen Arbeitsschulgedanken.
Zwischen 1915 und 1925 lehrte Scheibner als Dozent an der sächsischen Hochschule für Frauen zu Leipzig und am Seminar für Werkunterricht Leipzig. Ab 1923 arbeitete er im Zuge der Greilschen Schulreform im Freistaat Thüringen als Oberschulrat und als Honorarprofessor für Erziehungswissenschaften an der Universität Jena. Nach der Reichsexekution im November 1923 versetzte ihn die konservative Nachfolgeregierung in seiner Funktion als Oberschulrat in den Ruhestand. Nachdem er 1928 zum Direktor des Pädagogischen Instituts an der Universität Jena, wo Lehrer ausgebildet wurden, ernannt worden war, erhielt er 1929 einen Ruf als Professor für Schulpädagogik/Didaktik an der preußischen Pädagogischen Akademie Erfurt, die aus Spargründen 1932 wieder geschlossen wurde. Danach wurde er in den Ruhestand versetzt und wirkte nur noch als Herausgeber von Zeitschriften weiter. Im Jahre 1933 zeigte er Sympathie für die Nationalsozialisten, weil deren pädagogischen Ideen mit denen der Arbeitsschule ähnlich seien.
Als Arbeitspädagoge zeigte Scheibner ein fünfstufiges Arbeitsgefüge auf: Setzung eines Arbeitsziels; Aufsuchen der Arbeitsmittel; Entwurf und Gliederung eines Arbeitsplans; Ausführung der Arbeitsschritte; Gewinnung und Auswertung des Arbeitsergebnisses. Scheibner kann somit als der Theoretiker der Gaudigschule betrachtet werden. Da der ursprüngliche Nachlass Gaudigs infolge eines Luftangriffs im Jahr 1943 verloren ging, bildet die von Scheibner angelegte Materialsammlung den Grundstock der heute bekannten Dokumente über die pädagogische Arbeit Gaudigs.
Er war seit 1904 mit Johanna Gareis, Tochter des Schwarzenberger Bürgermeisters Alfred Paul Gareis, verheiratet.

## Werke
- Herausgeber der Zeitschrift Die Arbeitsschule. Monatsschrift des Deutschen Vereins für Werktätige Erziehung bis 1934, gemeinsam mit Georg Kerschensteiner, Ludwig Pallat und Richard Seyfert, als Redakteur entlassen im Oktober 1933
- Zwanzig Jahre Arbeitsschule in Idee und Gestaltung. Quelle & Meyer, Leipzig 1928

## Einzelbelege
1. ↑  Fernande Walter: Der Schulgarten in seiner Bedeutung für Unterricht und Erziehung, Bad Heilbrunn/OBB 2002, S. 391

| Personendaten    | Personendaten            |
| ---------------- | ------------------------ |
| NAME             | Scheibner, Otto          |
| KURZBESCHREIBUNG | deutscher Reformpädagoge |
| GEBURTSDATUM     | 7. September 1877        |
| GEBURTSORT       | Borna                    |
| STERBEDATUM      | 18. Dezember 1961        |
| STERBEORT        | Leipzig                  |